# Supertormenta (meteorología)
Para el docudrama de la BBC, véase Supertormenta.

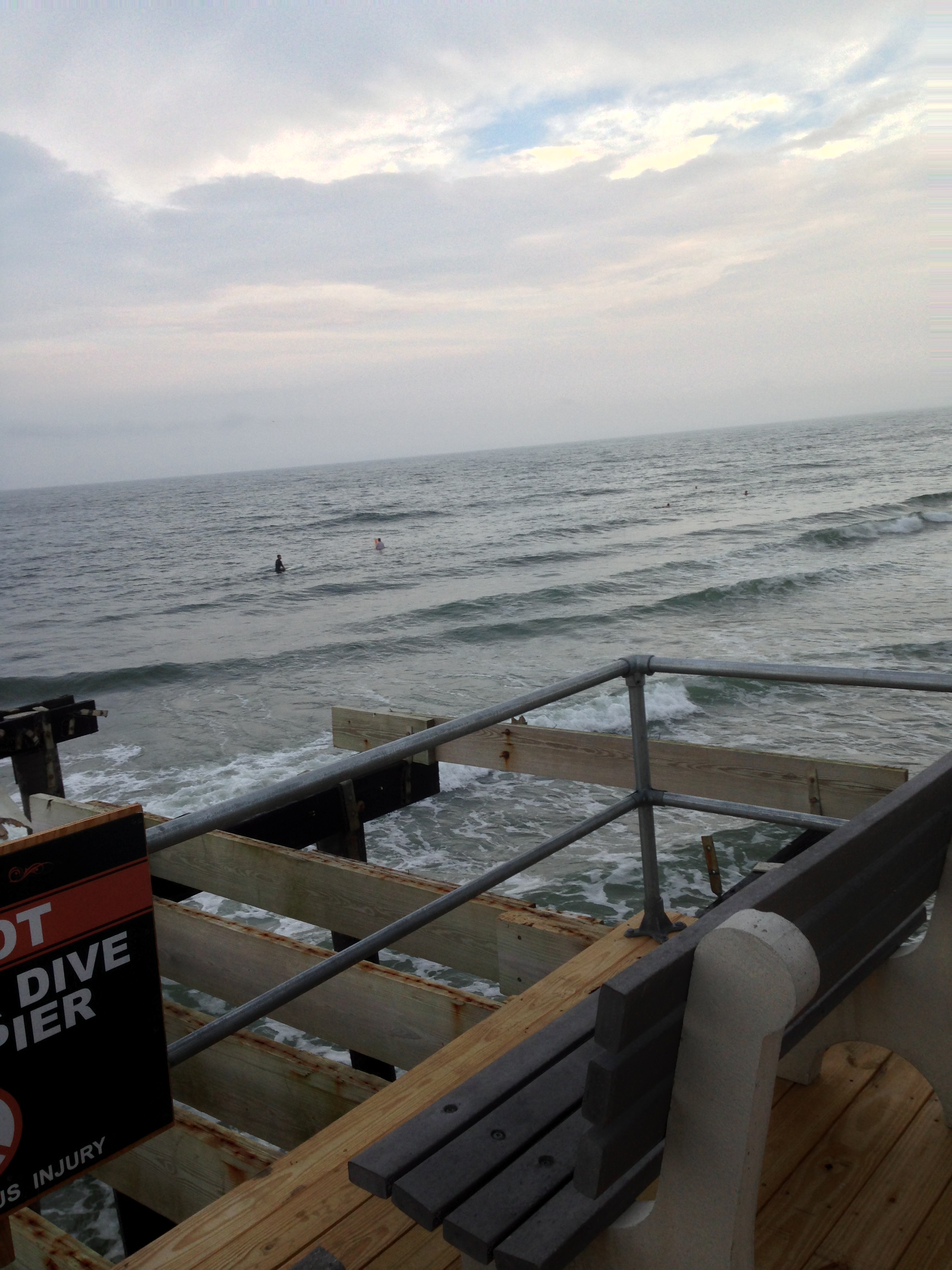
Daños en el Asbury Park tras el huracán Sandy, calificado de "supertormenta" por los medios

Una supertormenta es una tormenta inusual, de gran magnitud y muy destructiva, sin otra clasificación meteorológica distintiva, como huracán (también llamado ciclón), ventisca, tifón (es lo mismo que huracán, pero en una zona geográfica diferente), galerna o bomba ciclónica. Como el término es de reciente acuñación y carece de una definición formal, hay cierto debate respecto a su utilidad. La mayor incidencia de supertormentas se ha asociado al calentamiento mundial.

## Origen y uso
Antes de 1990 solían emplearse las expresiones "tormenta del siglo" o "la tormenta perfecta" para describir tormentas inusualmente grandes o destructivas. El Servicio Meteorológico Nacional de Estados Unidos utilizó en 1993 el término "supertormenta" (superstorm) para describir una gran perturbación del nordeste en marzo de ese año. El término se emplea más frecuentemente para describir un patrón de tiempo que es tan destructivo como un huracán, pero que exhibe el comportamiento en tiempo frío de una tormenta de invierno.
Para la película, véase La tormenta perfecta.

## Ejemplos
- Huracán Patricia, el ciclón tropical más fuerte por velocidad de sus vientos, con rachas sostenidas al menos 20 millas por hora (mph) más rápidas que el siguiente ciclón clasificado
- Gran Galerna de 1880, noroeste de Estados Unidos
- Inundación de los Países Bajos en 1953, un potente sistema tormentoso que provocó severas inundaciones en las islas británicas y Países Bajos
- Tormenta de Día de la Hispanidad de 1962, vendaval del Pacífico noroeste
- Gran Tormenta de 1975, centro y sur de Estados Unidos
- Tormenta Braer de enero de 1993, en el Atlántico Norte
- Tormenta del Siglo, al este de América del Norte en 1993
- Vendaval de la Víspera de Hanukkah en 2006, al noroeste del Pacífico
- Gran Galerna Costera de 2007, una serie de 3 potentes tormentas del Pacífico noroeste
- Complejo Tormentoso Norteamericano de enero de 2008, un ciclón extratropical del Pacífico
- Complejo Tormentoso Norteamericano de octubre de 2009, otro ciclón extratropical
- Tormentas invernales norteamericanas de enero de 2010, un grupo de ciclones extratropicales inusualmente potentes que afectó a California y los estados contiguos
- Complejo Tormentoso Norteamericano de octubre de 2010, otro ciclón extratropical
- Ciclón del Mar de Bering de noviembre de 2011, que afectó a Alaska
- Huracán Sandy (informalmente calificado de "supertormenta" por los medios de comunicación), un huracán atlántico que se convirtió en un ciclón extratropical extremadamente potente sobre el este de los Estados Unidos
- Ciclón del Noroeste del Pacífico de enero de 2013, extratropical
- Tormenta del Noroeste de marzo de 2014, un ciclón extratropical extremadamente potente cuyos vientos azotaron un área 4 veces mayor que los de Sandy
- Ciclón del Mar de Bering  de noviembre de 2014, un ciclón extratropical extremadamente potente
- Ventisca Norteamericana de enero de 2018, uno de los más potentes ciclones extratropicales registrados en la Costa Este, que extendió mantos de nieve sobre la mayoría de los estados del este
- Ventisca Norteamericana de marzo de 2019, un potente ciclón extratropical en los Estados Unidos que suscitó comparaciones con la Tormenta del Siglo (1993)
- Huracán Dorian, un huracán atlántico que degeneró en un extremadamente potente ciclón extratropical al sur del Canadá atlántico